# Calvin Stitt
Calvin Stitt (Brighton, 11 maggio 1999) è un giocatore di football americano britannico che milita nel ruolo di quarterback nella European League of Football (ELF).
Ha giocato nelle giovanili dei Sussex Thunder, per poi giocare nella squadra di high school statunitense degli Artesia Pioneers e nel programma Bristol Pride del South Gloucestershire and Stroud College; ha poi firmato con i tedeschi Allgäu Comets per due anni e con i danesi Copenhagen Towers nella stagione 2020 per passare in seguito alla squadra professionistica tedesca dei Berlin Thunder.
Nel 2022 è passato ai Ducks Lazio.
È figlio di Anthony Stitt, giocatore dei Flash de La Courneuve, dei Sussex Thunder, dei Southern Sundevils e dei PA Knights tra gli anni '90 e primi 2000.